# Pandora (série télévisée)
Pandora est une série télévisée américaine en 23 épisodes de 42 minutes créée par Mark A. Altman et diffusée entre le 16 juillet 2019 et le 13 décembre 2020 sur le réseau The CW.

## Synopsis
L'histoire se déroule en l'an 2199 et suit le parcours d'une orpheline nommée Jax lors de son intégration de la Earth's Space Training Academy, une école militaire dans laquelle elle apprend à protéger la galaxie de menaces extraterrestres.

## Distribution

### Acteurs principaux
- Priscilla Quintana : Jax
- Oliver Dench : Xander Duvall
- Noah Huntley : Donovan Osborn
- Ben Radcliffe : Ralen
- Akshay Kumar : Jett Annamali (saison 2; invité saison 1)
- Nicole Castillo-Mavromatis : Zazie (saison 2)
- John Harlan Kim : Greg Li (saison 1 épisodes 1 à 3 + 13, invité saison 2)
- Raechelle Banno (en) : Atria Nine (saison 1)
- Martin Bobb-Semple : Thomas James Ross (saison 1)
- Banita Sandhu (en) : Delaney Pilar (saison 1)

### Acteurs récurrents et invités
- Chase Masterson : voix de l'ordinateur
- Tehmina Sunny : Regan (10 épisodes)
- Tommie Earl Jenkins (en) : Ellison Pevney (7 épisodes)
- Vikash Bhai : Martin Shral (6 épisodes)
- Manu Bennett : Leone Vokk[1] (épisode 12)
- Charisma Carpenter : Eve[1],[2] (saison 1, épisode 13 + saison 2)
- Tina Casciani : Tierney[3]

## Production
Le 16 octobre 2019, la série est renouvelée pour une deuxième saison.
En mai 2021, la série est annulée par la CW. En octobre, il est révélé que le tournage de la troisième saison reprendra à l'hiver 2022 pour une diffusion en été chez un diffuseur non-mentionné.

### Tournage
Le tournage a eu lieu en Bulgarie.

### Fiche technique
- Titre original : Pandora
- Création : Mark A. Altman
- Réalisation : Steve Hughes, Brett Simmons, Christian Gossett, Jenn Wexler, Mike Hurst
- Scénario : Mark A. Altman, Steven Kriozere, Lisa Klink, Darin Scott, Brett Simmons, Thomas P. Vitale
- Direction artistique : Gergana Deleva
- Costumes : Irina Kotcheva
- Photographie : Maximilian Schmige
- Casting : Erica S. Bream, Rob Kelly, Kerrie Mailey
- Musique : Penka Kouneva, Joe Kraemer
- Production : Jeffery Beach, Phillip J. Roth, Chris LeDoux
  - Déléguée : Mark A. Altman, Steven Kriozere, Thomas P. Vitale, Karine Martin, Chris Philip
  - Exécutive : Sufo Evtimov
- Sociétés de production : Vital Signs Entertainment, Radioactive Fishtank, Starlings Television
- Sociétés de distribution : The CW Television Network (États-Unis)
- Pays d'origine : États-Unis
- Langue originale : anglais
- Format : couleur
- Genre : science-fiction
- Nombre de saisons : 2
- Nombre d'épisodes : 23
- Durée : 42 minutes
- Dates de première diffusion : 16 juillet 2019

### Diffusion internationale
Aux États-Unis et au Canada, la série est diffusée en simultané sur The CW Television Network et sur Space. La première saison est diffusée depuis le 16 juillet 2019.
Elle est disponible, en 2024, sur 6play pour les pays francophones.

## Épisodes

### Première saison (2019)
1. Shelter from the Storm
2. Chimes of Freedom
3. Masters of War
4. I Shall Be Released
5. Most Likely To Go Your Way (And I'll Go Mine)
6. What Was It You Wanted
7. Time Out of Mind
8. Under the Red Sky
9. It Ain't Me Babe
10. Hurricane
11. I'll Be Your Baby Tonight
12. Knocking on Heaven's Door
13. Simple Twist of Fate

### Deuxième saison (2020)
Elle a été diffusée à partir du 4 octobre 2020.
1. Things Have Changed
2. Don't Think Twice
3. Gates of Eden
4. Beyond Here Lies Nothin'
5. On a Night Like This
6. Pay in Blood
7. A Fool Such As I
8. Tell Me That it Isn't True
9. All Along the Watchtower
10. I Forgot More Than You'll Ever Know

## Accueil

### Audiences
Les audiences de diffusion américaines des premiers épisodes sont basses. Elles atteignent 720 000 spectateurs pour le premier épisode puis 590 000 spectateurs pour le second épisode. En comparaison avec une autre série du réseau The CW, les audiences se situent au même niveau que la première saison de The Outpost diffusée durant l'été 2018 avec un premier épisode ayant attiré 770 000 spectateurs.
| Numéro | Épisode                                       | Date de diffusion | Audiences |
| 1      | Shelter from the Storm                        | 16 juillet 2019   | 0,74      |
| 2      | Chimes of Freedom                             | 23 juillet 2019   | 0,59      |
| 3      | Masters of War                                | 30 juillet 2019   | 0,52      |
| 4      | I Shall Be Released                           | 6 août 2019       | 0,56      |
| 5      | Most Likely To Go Your Way (And I'll Go Mine) | 13 août 2019      | 0,59      |
| 6      | What Was It You Wanted                        | 20 août 2019      | 0,61      |
| 7      | Time Out of Mind                              | 27 août 2019      | 0,52      |
| 8      | Under the Red Sky                             | 3 septembre 2019  | 0,46      |
| 9      | It Ain't Me Babe                              | 10 septembre 2019 | 0,61      |
| 10     | Hurricane                                     | 17 septembre 2019 | 0,68      |

### Réception critique
Aux États-Unis, les premières critiques issues de la presse spécialisée sont négatives. L'hebdomadaire The Hollywood Reporter décrie la série pour sa pauvreté visuelle (décors datés, effets spéciaux imparfaits, etc.) qu'il impute à son faible budget. En France, le magazine Télérama fustige le scénario, la distribution et les effets spéciaux à cause d'un faible budget.